# Давыдобродская волость
Давыдобродская волость — административно-территориальная единица Херсонского уезда Херсонской губернии.

## История
В 1887 году упразднена и вошла в состав Александровской волости.

## Характеристика
По состоянию на 1886 год состояла из 9 поселений, 10 сельских общин. Население 1493 человека (761 мужского пола и 732 женского), 492 дворовых хозяйства.
| Собственность  | Площадь (в т. ч. пахотной) |
| -------------- | -------------------------- |
| Сельских общин | 897 (145)                  |
| Частная        | 49 630 (11 626)            |
| Другая         | 398 (111)                  |
| Всего          | 54 875 (15 105)            |

Самое большое поселение:
- Давыдов Брод — село при реке Ингулец в 90 верстах от уездного города, 683 человека, 114 дворов, земская почтовая станция, лавка. За ½ версты — лавка, постоялый двор, за 15 вёрст — постоялый двор, за 18 вёрст — больница, кирпичный завод, плотницкая мастерская, черепичный завод.